# Renate Götschl
Renate Götschl (ur. 6 sierpnia 1975 w Judenburgu) – austriacka narciarka alpejska, dwukrotna medalistka olimpijska, wielokrotna medalistka mistrzostw świata, zdobywczyni Pucharu Świata i wielokrotna zdobywczyni Małej Kryształowej Kuli w trzech konkurencjach. Stawała na podium zawodów Pucharu Świata we wszystkich konkurencjach.

## Kariera
Pierwsze sukcesy na arenie międzynarodowej Renate Götschl osiągnęła w latach 1988-1990, kiedy zwyciężała w zawodach Trofeo Topolino. W 1992 roku zajęła szesnaste miejsce w zjeździe podczas mistrzostw świata juniorów w Mariborze. Na rozgrywanych rok później mistrzostwach świata juniorów w Montecampione wywalczyła srebrny medal w slalomie, rozdzielając na podium Włoszkę Morenę Gallizio i Urškę Hrovat ze Słowenii. Dziesięć dni później w zadebiutowała w zawodach Pucharu Świata, wygrywając slalom w Hafjell. Tym samym już w swoim debiucie nie tylko zdobyła pierwsze punkty, ale odniosła pierwsze zwycięstwo w zawodach tej rangi. Był to jednak jej jedyny start w sezonie 1992/1993, który ukończyła ostatecznie na 57. pozycji.
Kolejne zwycięstwo odniosła 19 grudnia 1993 roku w St. Anton, gdzie okazała się najlepsza w kombinacji. Dzień wcześniej w tej samej miejscowości zajęła drugie miejsce w zjeździe, ulegając tylko swej rodaczce Anji Haas. W sezonie 1993/1994 jeszcze kilkukrotnie plasowała się w czołowej dziesiątce i w efekcie zajęła piętnaste miejsce w klasyfikacji generalnej. Była także trzecia w klasyfikacji kombinacji, ulegając tylko Pernilli Wiberg ze Szwecji i Włoszce Bibianie Perez. Wystartowała także w biegu zjazdowym podczas igrzysk olimpijskich w Lillehammer w lutym 1994 roku, jednak nie ukończyła rywalizacji. Podobne wyniki osiągała w sezonie 1994/1995, w którym trzykrotnie stawała na podium: 10 stycznia we Flachau wygrała supergiganta, 11 marca w Lenzerheide była trzecia w zjeździe, a 19 marca 1995 roku w Bormio zajęła drugie miejsce w supergigancie. Tym razem w klasyfikacji generalnej była czternasta.
Sezon 1995/1996 był pierwszym w jej karierze, w którym nie odniosła żadnego zwycięstwa w Pucharze Świata. Na podium stanęła czterokrotnie: 16 grudnia w St. Anton i 20 stycznia w Cortinie d'Ampezzo była trzecia w zjeździe, a w dniach 2 i 4 lutego 1996 roku w Val d’Isère zajmowała kolejno drugie i trzecie miejsce w supergigancie. Dało jej to dziesiąte miejsce w klasyfikacji generalnej, piąte w supergigancie i szóste w zjeździe. W lutym 1996 roku brała udział w mistrzostwach świata w Sierra Nevada, najlepszy wynik osiągając w kombinacji, którą ukończyła na czwartej pozycji. Uzyskała tam szósty czas w zjeździe do kombinacji i ósmy w slalomie, ostatecznie przegrywając walkę o podium z Norweżką Marianne Kjørstad o 0,30 sekundy. W tej samej konkurencji Götschl zwyciężyła podczas rozgrywanych rok później mistrzostw świata w Sestriere. Po zjeździe zajmowała drugie miejsce, tracąc do prowadzącej Francuzki Florence Masnady 0,50 sekundy. W slalomie uzyskała siódmy wynik, co dało jej jednak najlepszy łączny czas. Ostatecznie o 0,04 sekundy wyprzedziła Niemkę Katję Seizinger, a o 0,06 sekundy pokonała jej rodaczkę, Hilde Gerg. Na tej samej imprezie była też między innymi szósta w supergigancie i ósma w zjeździe. W zawodach pucharowych w najlepszej trójca znalazła się cztery razy, za każdym razem w zjazdach: 7 grudnia w Vail była najlepsza, 1 lutego w Laax i 12 marca w Vail była druga, a 2 marca w Happo One zajęła trzecie miejsce. Sezon 1996/1997 ukończyła na ósmej pozycji, a w klasyfikacji zjazdu wywalczyła pierwszą w karierze Małą Kryształową Kulę.
Najważniejszym punktem sezonu 1997/1998 były igrzyska olimpijskie w Nagano. Najlepszym wynikiem Austriaczki było tam piąte miejsce w supergigancie. Wystartowała również w zjeździe i kombinacji, jednak w obu przypadkach nie ukończyła rywalizacji. Po zjeździe do kombinacji zajmowała trzecie miejsce, tracąc do prowadzącej Seizinger 0,82 sekundy. W slalomie jednak wypadła z trasy i ostatecznie nie była klasyfikowana. W Pucharze Świata sześciokrotnie stawała na podium, w tym po raz kolejny wygrała zjazd, 18 stycznia 1998 roku w Altenmarkt. W klasyfikacji generalnej tym razem była siódma, a w klasyfikacjach zjazdu i supergiganta plasowała się na drugiej pozycji za Seizinger. Sezon 1998/1999 zaczęła między innymi od dwukrotnego zwycięstwa w zjeździe w dniach 27-28 listopada w Lake Louise. W kolejnych startach sezonu na podium stanęła jeszcze sześciokrotnie, odnosząc trzy kolejne zwycięstwa w zjeździe: 22 stycznia w Cortinie d'Ampezzo, 27 lutego w Åre oraz 5 marca 1999 roku w Sankt Moritz. Wyniki te dały jej trzecie miejsce w klasyfikacji generalnej, za rodaczką Alexandrą Meissnitzer i Hilde Gerg. Zwyciężyła także w klasyfikacji zjazdu i zajęła piąte miejsce w supergigancie. Rozgrywane w 1999 roku mistrzostwa świata w Vail były jedną z najbardziej udanych imprez w jej karierze. W trzech startach wywalczyła tam trzy medale, rozpoczynając od zajęcia drugiego miejsca w supergigancie. W zawodach tych lepsza była tylko Meissnitzer, która okazała się szybsza o 0,03 sekundy. Następnie była druga w kombinacji, rozdzielając Pernillę Wiberg i Florence Masnadę. W konkurencji tej była najlepsza w zjeździe, jednak w slalomie uzyskała szósty wynik, ostatecznie tracąc do zwyciężczyni 0,15 sekundy. W swoim ostatnim starcie wygrała bieg zjazdowy, wyprzedzając Michaelę Dorfmeister i Stefanie Schuster.
Najlepszy wynik w Pucharze Świata osiągnęła w sezonie 1999/2000, zdobywając 1631 punktów i zwyciężając w klasyfikacji generalnej. Na podium stawała jedenaście razy, zwyciężając w supergigancie 16 stycznia w Altenmarkt, 27 lutego w Innsbrucku i 16 marca w Bormio, w zjeździe 19 lutego w Åre i 25 lutego w Innsbrucku oraz w kombinacji 12 lutego 2000 roku w Santa Caterina. Oprócz klasyfikacji generalnej wygrała także w klasyfikacjach supergiganta i kombinacji, a w zjeździe była druga za Niemką Reginą Häusl. Podobne wyniki osiągała w kolejnym sezonie, tym razem trzynaście razy plasując się w najlepszej trójce. Odniosła trzy kolejne zwycięstwa: 2 grudnia w Lake Louise triumfowała w supergigancie, a 17 grudnia w Sankt Moritz i 13 stycznia w Haus była najlepsza w zjeździe. W klasyfikacji generalnej i klasyfikacjach zjazdu oraz supergiganta była druga, a w kombinacji zajęła trzecie miejsce. Na mistrzostwach świata w St. Anton wystartowała w czterech konkurencjach, lecz ukończyła tylko bieg zjazdowy. Zdobyła za to srebrny medal, plasując się 0,14 sekundy za Dorfmeister, a o 0,03 sekundy przed kolejną Austriaczką, Seliną Heregger.
Drugie miejsce w klasyfikacji generalnej zajęła także w sezonie 2001/2002, chociaż na podium nie stawała tak często, jak w dwóch poprzednich latach. Dokonała tego siedmiokrotnie, w tym wygrywając kombinację 13 stycznia w Saalbach-Hinterglemm, zjazd 26 stycznia w Cortinie d'Ampezzo oraz zjazd i kombinację w dniach 2 i 3 lutego w Åre. Götschl zwyciężyła w klasyfikacji kombinacji, jednak w pozostałych konkurencjach zajęła miejsca poza podium klasyfikacji końcowych. Z igrzysk olimpijskich w Salt Lake City wróciła z dwoma medalami. Starty rozpoczęła od wywalczenia brązowego medalu w zjeździe, w którym wyprzedziły ją jedynie Francuzka Carole Montillet i Włoszka Isolde Kostner. Dwa dni później zajęła drugie miejsce w kombinacji, rozdzielając Janicę Kostelić z Chorwacji i Niemkę Martinę Ertl. Po slalomie do kombinacji Götschl zajmowała trzecie miejsce, tracąc do Kostelić 1,06 sekundy. W zjeździe uzyskała jednak najlepszy czas i przesunęła się na drugą pozycję. Zajęła ponadto ósme miejsce w supergigancie, a rywalizacji w slalomie nie ukończyła. Austriaczka wystąpiła na odbywających się rok później mistrzostwach świata w Sankt Moritz, jednak nie zdobyła żadnego medalu. W zjeździe zajęła tam piąte miejsce, a supergiganta ukończyła na ósmej pozycji. W zawodach pucharowych siedem razy stawała na podium, odnosząc cztery kolejne zwycięstwa: 17 i 18 stycznia w Cortinie d'Ampezzo zwyciężała kolejno w supergigancie i zjeździe, 28 lutego w Innsbrucku w supergigancie oraz 12 marca 2003 roku w Hafjell w zjeździe. Sezon 2002/2003 ukończyła na siódmym miejscu, zajmują także drugie miejsce w klasyfikacjach zjazdu i supergiganta.
Przez dwa kolejne sezony zwyciężała w klasyfikacji zjazdu. W tym czasie 22. razy stawała na podium, odnosząc po pięć zwycięstw w zjeździe (20 grudnia 2003 roku w Sankt Moritz, 10 stycznia 2004 roku w Veysonnaz, 10 marca 2004 roku w Sestriere, 15 stycznia 2005 roku w Cortinie d’Ampezzo i 10 marca 2005 roku w Lenzerheide) i supergigancie (7 grudnia 2003 roku w Lake Louise, 16 stycznia 2004 roku w Cortinie d’Ampezzo, 21 lutego 2004 roku w Åre, 12 i 14 stycznia w Cortinie d’Ampezzo). W sezonie 2003/2004 była druga za Szwedką Anją Pärson, a w klasyfikacji supergiganta zwyciężyła. Rok później w klasyfikacji generalnej była trzecia za Pärson i Kostelić, a w supergigancie zajęła drugie miejsce za Dorfmeister. Podczas mistrzostw świata w Bormio w 2005 roku wywalczyła brązowy medal w zjeździe, przegrywając z Kostelić o 0,39 sekundy i z Włoszką Eleną Fanchini o 0,13 sekundy. Ponadto wspólnie z Benjaminem Raichem, Kathrin Zettel, Michaelem Walchhoferem, Nicole Hosp i Rainerem Schönfelderem zdobyła srebrny medal w zawodach drużynowych.
Sezon 2005/2006 był jednym z najsłabszych w jej karierze. W pierwszej części sezonu tylko raz znalazła się w czołowej dziesiątce, a na podium stanęła dopiero 21 stycznia w Sankt Moritz, gdzie była druga w zjeździe. W pozostałych startach wywalczyła jeszcze zwycięstwo w zjeździe 28 stycznia 2006 roku w Cortinie d’Ampezzo, jednak był to jeden z jej ostatnich startów tego sezonu. W klasyfikacji generalnej była dziewiętnasta, a w zjeździe zajęła trzecie miejsce za Dorfmeister i Lindsey Vonn z USA. Wystartowała jeszcze na igrzyskach w Turynie, gdzie zajęła między innymi czwarte miejsce w zbiegu zjazdowym. Walkę o medal przegrała tam z Anją Pärson o 0,07 sekundy. Do wysokiej formy powróciła w sezonie 2006/2007, w którym w czołowej trójce znalazła się trzynaście razy. Odniosła wtedy osiem zwycięstw w zawodach Pucharu Świata, więcej niż jakimkolwiek sezonie: 3 grudnia w Lake Louise, 16 grudnia w Reiteralm, 26 stycznia w San Sicario i 4 marca w Tarvisio wygrywała supergiganty, a 13 stycznia w Altenmarkt, 20 stycznia w Cortinie d’Ampezzo, 27 stycznia w San Sicario i 14 marca 2007 roku w Lenzerheide była najlepsza w zjazdach. W klasyfikacji generalnej dało jej to czwarte miejsce, a w klasyfikacjach zjazdu i supergiganta zdobywała Małą Kryształową Kulę. Ostatnie medale zdobyła na mistrzostwach świata w Åre, gdzie w drużynie reprezentacja Austrii była najlepsza, a w supergigancie Götschl zajęła trzecie miejsce. W marcu 2007 roku doznała kontuzji obu kolan.
Startowała jeszcze przez dwa sezony, jednak nie odniosła żadnego zwycięstwa. Na podium stawała siedem razy, w tym po raz ostatni w karierze 11 marca 2009 roku w Åre, gdzie była trzecia w zjeździe. W sezonie 2007/2008 była dziewiąta w klasyfikacji generalnej i druga w klasyfikacji zjazdu. Rok później zajmowała odpowiednio 23. i dziewiąte miejsce. Brała także udział w mistrzostwach świata w Val d’Isère, gdzie w zjeździe zajęła 24. miejsce, a supergiganta nie ukończyła.
Łącznie wygrała 46. zawodów Pucharu Świata, co daje jej czwarte miejsce w klasyfikacji wszech czasów, za Lindsey Vonn, Annemarie Moser-Pröll i Vreni Schneider. Z wynikiem 110. miejsc na podium zawodów tego cyklu jest trzecia w klasyfikacji wszech czasów za Moser-Pröll i Vonn. Kilkukrotnie zdobywała medale mistrzostw Austrii, w tym złote w supergigancie w 1995 roku i zjeździe w 1998 roku. W 2007 roku otrzymała Odznakę Honorową za Zasługi dla Republiki Austrii. Ponadto w latach 1997 i 2005 była wybierana sportsmenką roku w Austrii.
W sierpniu 2009 roku ogłosiła zakończenie kariery. W marcu 2010 roku urodziła córkę, której nadała imię Lara-Sophie.

## Osiągnięcia

### Igrzyska olimpijskie
| Miejsce | Dzień     | Rok  | Miejscowość    | Konkurencja | Czas biegu | Strata | Zwyciężczyni         |
| ------- | --------- | ---- | -------------- | ----------- | ---------- | ------ | -------------------- |
| DNF     | 19 lutego | 1994 | Lillehammer    | Zjazd       | 1:35,93    | -      | Katja Seizinger      |
| 5.      | 11 lutego | 1998 | Nagano         | Supergigant | 1:18,02    | +0,30  | Picabo Street        |
| DNF     | 16 lutego | 1998 | Nagano         | Zjazd       | 1:29,89    | -      | Katja Seizinger      |
| DNF2    | 17 lutego | 1998 | Nagano         | Kombinacja  | 2:40,74    | -      | Katja Seizinger      |
| 3.      | 12 lutego | 2002 | Salt Lake City | Zjazd       | 1:39,56    | +0,83  | Carole Montillet     |
| 2.      | 14 lutego | 2002 | Salt Lake City | Kombinacja  | 2:43,28    | +1,49  | Janica Kostelić      |
| 8.      | 17 lutego | 2002 | Salt Lake City | Supergigant | 1:13,59    | +0,85  | Daniela Ceccarelli   |
| DNF2    | 20 lutego | 2002 | Salt Lake City | Slalom      | 1:46,10    | -      | Janica Kostelić      |
| 4.      | 15 lutego | 2006 | Turyn          | Zjazd       | 1:56,49    | +0,71  | Michaela Dorfmeister |
| 26.     | 20 lutego | 2006 | Turyn          | Supergigant | 1:32,47    | +2,36  | Michaela Dorfmeister |

### Mistrzostwa świata
| Miejsce | Dzień       | Rok  | Miejscowość   | Konkurencja | Czas biegu | Strata | Zwyciężczyni          |
| ------- | ----------- | ---- | ------------- | ----------- | ---------- | ------ | --------------------- |
| 20.     | 12 lutego   | 1996 | Sierra Nevada | Supergigant | 1:21,00    | +2,03  | Isolde Kostner        |
| 8.      | 18 lutego   | 1996 | Sierra Nevada | Zjazd       | 1:54,06    | +1,12  | Picabo Street         |
| 4.      | 19 lutego   | 1996 | Sierra Nevada | Kombinacja  | 3:19,68    | +2,97  | Pernilla Wiberg       |
| 6.      | 11 lutego   | 1997 | Sestriere     | Supergigant | 1:23,50    | +0,74  | Isolde Kostner        |
| 1.      | 15 lutego   | 1997 | Sestriere     | Kombinacja  | 3:03,38    | -      | -                     |
| 8.      | 15 lutego   | 1997 | Sestriere     | Zjazd       | 1:41,18    | +1,11  | Hilary Lindh          |
| 2.      | 3 lutego    | 1999 | Vail          | Supergigant | 1:20,53    | +0,03  | Alexandra Meissnitzer |
| 1.      | 7 lutego    | 1999 | Vail          | Zjazd       | 1:48,20    | -      | -                     |
| 2.      | 8 lutego    | 1999 | Vail          | Kombinacja  | 3:08,52    | +0,15  | Pernilla Wiberg       |
| DNF     | 29 stycznia | 2001 | St. Anton     | Supergigant | 1:23,44    | -      | Régine Cavagnoud      |
| 2.      | 6 lutego    | 2001 | St. Anton     | Zjazd       | 1:36,20    | +0,14  | Michaela Dorfmeister  |
| DNF     | 2 lutego    | 2001 | St. Anton     | Kombinacja  | 2:55,65    | -      | Martina Ertl          |
| DNF     | 9 lutego    | 2001 | St. Anton     | Gigant      | 2:19,01    | -      | Sonja Nef             |
| 8.      | 3 lutego    | 2003 | Sankt Moritz  | Supergigant | 1:27,48    | +0,78  | Michaela Dorfmeister  |
| 5.      | 9 lutego    | 2003 | Sankt Moritz  | Zjazd       | 1:34,30    | +0,35  | Mélanie Turgeon       |
| 23.     | 30 stycznia | 2005 | Bormio        | Supergigant | 1:17,64    | +2,29  | Anja Pärson           |
| DNF     | 4 lutego    | 2005 | Bormio        | Kombinacja  | 2:53,70    | -      | Janica Kostelić       |
| 3.      | 6 lutego    | 2005 | Bormio        | Zjazd       | 1:39,90    | +0,39  | Janica Kostelić       |
| 2.      | 13 lutego   | 2005 | Bormio        | Drużynowo   | 26 pkt     | +3 pkt | Niemcy                |
| 3.      | 6 lutego    | 2007 | Åre           | Supergigant | 1:18,85    | +0,53  | Anja Pärson           |
| 7.      | 11 lutego   | 2007 | Åre           | Zjazd       | 1:26,89    | +1,05  | Anja Pärson           |
| 1.      | 18 lutego   | 2007 | Åre           | Drużynowo   | 18 pkt     | -      | -                     |
| DNF     | 3 lutego    | 2009 | Val d’Isère   | Supergigant | 1:20,73    | -      | Lindsey Vonn          |
| 24.     | 9 lutego    | 2009 | Val d’Isère   | Zjazd       | 1:30,31    | +4,01  | Lindsey Vonn          |

### Mistrzostwa świata juniorów
| Miejsce | Dzień     | Rok  | Miejscowość   | Konkurencja | Czas biegu | Strata | Zwyciężczyni    |
| ------- | --------- | ---- | ------------- | ----------- | ---------- | ------ | --------------- |
| 16.     | 25 lutego | 1992 | Maribor       | Zjazd       | 1:21,68    | +1,50  | Céline Dätwyler |
| 2.      | 4 marca   | 1993 | Montecampione | Slalom      | 1:16,22    | +0,96  | Morena Gallizio |
| 8.      | 5 marca   | 1993 | Montecampione | Supergigant | 1:39,23    | +1,74  | Isolde Kostner  |

### Puchar Świata

#### Miejsca w klasyfikacji generalnej
- sezon 1992/1993: 57.
- sezon 1993/1994: 15.
- sezon 1994/1995: 14.
- sezon 1995/1996: 10.
- sezon 1996/1997: 8.
- sezon 1997/1998: 7.
- sezon 1998/1999: 3.
- sezon 1999/2000: 1.
- sezon 2000/2001: 2.
- sezon 2001/2002: 2.
- sezon 2002/2003: 7.
- sezon 2003/2004: 2.
- sezon 2004/2005: 3.
- sezon 2005/2006: 19.
- sezon 2006/2007: 4.
- sezon 2007/2008: 9.
- sezon 2008/2009: 23.

#### Statystyka miejsc na podium
| Sezon     | 1. miejsce | 2. miejsce | 3. miejsce | Razem |
| 1992/1993 | 1          | -          | -          | 1     |
| 1993/1994 | 1          | 1          | -          | 2     |
| 1994/1995 | 1          | 1          | 1          | 3     |
| 1995/1996 | -          | 1          | 3          | 4     |
| 1996/1997 | 1          | 2          | 1          | 4     |
| 1997/1998 | 1          | 4          | 1          | 6     |
| 1998/1999 | 5          | 2          | 1          | 8     |
| 1999/2000 | 6          | 2          | 3          | 11    |
| 2000/2001 | 3          | 4          | 6          | 13    |
| 2001/2002 | 4          | 3          | -          | 7     |
| 2002/2003 | 4          | 1          | 2          | 7     |
| 2003/2004 | 6          | 5          | 3          | 14    |
| 2004/2005 | 4          | 4          | -          | 8     |
| 2005/2006 | 1          | 1          | -          | 2     |
| 2006/2007 | 8          | 4          | 1          | 13    |
| 2007/2008 | -          | 2          | 4          | 6     |
| 2008/2009 | -          | -          | 1          | 1     |
| suma      | 46         | 37         | 27         | 110   |

#### Zwycięstwa w zawodach
1. Hafjell – 14 marca 1993 (slalom)
2. St. Anton – 19 grudnia 1993 (kombinacja)
3. Flachau – 10 stycznia 1995 (supergigant)
4. Vail – 7 grudnia 1996 (zjazd)
5. Altenmarkt – 18 stycznia 1998 (zjazd)
6. Lake Louise – 27 listopada 1998 (zjazd)
7. Lake Louise – 28 listopada 1998 (zjazd)
8. Cortina d’Ampezzo – 22 stycznia 1999 (supergigant)
9. Åre – 27 lutego 1999 (zjazd)
10. Sankt Moritz – 5 marca 1999 (zjazd)
11. Altenmarkt – 16 stycznia 2000 (supergigant)
12. Santa Caterina – 12 lutego 2000 (kombinacja)
13. Åre – 19 lutego 2000 (zjazd)
14. Innsbruck – 25 lutego 2000 (zjazd)
15. Innsbruck – 27 lutego 2000 (supergigant)
16. Bormio – 16 marca 2000 (supergigant)
17. Lake Louise – 2 grudnia 2000 (supergigant)
18. Sankt Moritz – 17 grudnia 2000 (zjazd)
19. Haus – 13 stycznia 2001 (zjazd)
20. Saalbach-Hinterglemm – 13 stycznia 2002 (kombinacja)
21. Cortina d’Ampezzo – 26 stycznia 2002 (zjazd)
22. Åre – 2 lutego 2002 (zjazd)
23. Åre – 3 lutego 2002 (kombinacja)
24. Cortina d’Ampezzo – 17 stycznia 2003 (supergigant)
25. Cortina d’Ampezzo – 18 stycznia 2003 (zjazd)
26. Innsbruck – 28 lutego 2003 (supergigant)
27. Hafjell – 12 marca 2003 (zjazd)
28. Lake Louise – 7 grudnia 2003 (supergigant)
29. Sankt Moritz – 20 grudnia 2003 (zjazd)
30. Veysonnaz – 10 stycznia 2004 (zjazd)
31. Cortina d’Ampezzo – 16 stycznia 2004 (supergigant)
32. Åre – 21 lutego 2004 (supergigant)
33. Sestriere – 10 marca 2004 (zjazd)
34. Cortina d’Ampezzo – 12 stycznia 2005 (supergigant)
35. Cortina d’Ampezzo – 14 stycznia 2005 (supergigant)
36. Cortina d’Ampezzo – 15 stycznia 2005 (zjazd)
37. Lenzerheide – 10 marca 2005 (zjazd)
38. Cortina d’Ampezzo – 28 stycznia 2006 (zjazd)
39. Lake Louise – 3 grudnia 2006 (supergigant)
40. Reiteralm – 16 grudnia 2006 (supergigant)
41. Altenmarkt – 13 stycznia 2007 (zjazd)
42. Cortina d’Ampezzo – 20 stycznia 2007 (zjazd)
43. San Sicario – 26 stycznia 2007 (supergigant)
44. San Sicario – 27 stycznia 2007 (zjazd)
45. Tarvisio – 4 marca 2007 (supergigant)
46. Lenzerheide – 14 marca 2007 (zjazd)

- 46 zwycięstw (24 zjazdy, 17 supergigantów, 4 kombinacje i 1 slalomy)

#### Pozostałe miejsca na podium
1. St. Anton – 18 grudnia 1993 (zjazd) – 2. miejsce
2. Lenzerheide – 11 marca 1995 (zjazd) – 3. miejsce
3. Bormio – 19 marca 1995 (supergigant) – 2. miejsce
4. St. Anton – 16 grudnia 1995 (zjazd) – 3. miejsce
5. Cortina d’Ampezzo – 20 stycznia 1996 (zjazd) – 3. miejsce
6. Val d’Isère – 2 lutego 1996 (supergigant) – 2. miejsce
7. Val d’Isère – 4 lutego 1996 (supergigant) – 3. miejsce
8. Laax – 1 lutego 1997 (zjazd) – 2. miejsce
9. Happo One – 2 marca 1997 (zjazd) – 3. miejsce
10. Vail – 12 marca 1997 (zjazd) – 2. miejsce
11. Lake Louise – 4 grudnia 1997 (zjazd) – 3. miejsce
12. Val d’Isère – 18 grudnia 1997 (supergigant) – 3. miejsce
13. Cortina d’Ampezzo – 22 stycznia 1998 (zjazd) – 2. miejsce
14. Cortina d’Ampezzo – 24 stycznia 1998 (supergigant) – 2. miejsce
15. Åre – 31 stycznia 1998 (zjazd) – 2. miejsce
16. Mammoth Mountain – 4 grudnia 1998 (supergigant) – 2. miejsce
17. Veysonnaz – 19 grudnia 1998 (zjazd) – 3. miejsce
18. Sankt Moritz – 6 marca 1999 (supergigant) – 2. miejsce
19. Sankt Moritz – 18 grudnia 1999 (zjazd) – 2. miejsce
20. Santa Caterina – 11 lutego 2000 (supergigant) – 3. miejsce
21. Innsbruck – 26 lutego 2000 (supergigant) – 2. miejsce
22. Lenzerheide – 5 marca 2000 (zjazd) – 3. miejsce
23. Bormio – 15 marca 2000 (zjazd) – 3. miejsce
24. Lake Louise – 30 listopada 2000 (zjazd) – 3. miejsce
25. Sankt Moritz – 16 grudnia 2000 (zjazd) – 2. miejsce
26. Sestriere – 19 grudnia 2000 (gigant) – 3. miejsce
27. Maribor – 6 stycznia 2001 (gigant) – 3. miejsce
28. Haus – 13 stycznia 2001 (supergigant) – 3. miejsce
29. Flachau – 14 stycznia 2001 (kombinacja) – 3. miejsce
30. Cortina d’Ampezzo – 19 stycznia 2001 (zjazd) – 2. miejsce
31. Cortina d’Ampezzo – 20 stycznia 2001 (supergigant) – 3. miejsce
32. Garmisch-Partenkirchen – 16 lutego 2001 (supergigant) – 2. miejsce
33. Lenzerheide – 25 lutego 2001 (supergigant) – 2. miejsce
34. Val d’Isère – 15 grudnia 2001 (supergigant) – 2. miejsce
35. Saalbach-Hinterglemm – 12 stycznia 2002 (zjazd) – 2. miejsce
36. Cortina d’Ampezzo – 25 stycznia 2002 (supergigant) – 2. miejsce
37. Lake Louise – 7 grudnia 2002 (zjazd) – 3. miejsce
38. Cortina d’Ampezzo – 15 stycznia 2003 (supergigant) – 2. miejsce
39. Innsbruck – 2 marca 2003 (supergigant) – 3. miejsce
40. Lake Louise – 6 grudnia 2003 (zjazd) – 3. miejsce
41. Lienz – 27 grudnia 2003 (gigant) – 2. miejsce
42. Megève – 4 stycznia 2004 (supergigant) – 2. miejsce
43. Cortina d’Ampezzo – 17 stycznia 2004 (zjazd) – 2. miejsce
44. Cortina d’Ampezzo – 18 stycznia 2004 (zjazd) – 2. miejsce
45. Haus – 30 stycznia 2004 (zjazd) – 3. miejsce
46. Haus – 31 stycznia 2004 (zjazd) – 2. miejsce
47. Zwiesel – 7 lutego 2004 (gigant) – 3. miejsce
48. Lake Louise – 4 grudnia 2004 (zjazd) – 2. miejsce
49. Lake Louise – 5 grudnia 2004 (supergigant) – 2. miejsce
50. Santa Catarina – 7 stycznia 2005 (zjazd) – 2. miejsce
51. Cortina d’Ampezzo – 16 stycznia 2005 (zjazd) – 2. miejsce
52. Sankt Moritz – 21 stycznia 2006 (zjazd) – 2. miejsce
53. Lake Louise – 2 grudnia 2006 (zjazd) – 2. miejsce
54. Val d’Isère – 19 grudnia 2006 (zjazd) – 2. miejsce
55. Cortina d’Ampezzo – 19 stycznia 2007 (supergigant) – 3. miejsce
56. San Sicario – 28 stycznia 2007 (supergigant) – 2. miejsce
57. Tarvisio – 3 marca 2007 (zjazd) – 2. miejsce
58. Lake Louise – 1 grudnia 2007 (zjazd) – 2. miejsce
59. Aspen – 8 grudnia 2007 (zjazd) – 3. miejsce
60. Sankt Moritz – 16 grudnia 2007 (supergigant) – 3. miejsce
61. Cortina d’Ampezzo – 21 stycznia 2008 (supergigant) – 3. miejsce
62. Sankt Moritz – 3 lutego 2008 (supergigant) – 3. miejsce
63. Crans-Montana – 8 marca 2008 (zjazd) – 2. miejsce
64. Åre – 11 marca 2009 (zjazd) – 3. miejsce